# Anderson Birman
Anderson Lemos Birman (Manhuaçu, 2 de fevereiro de 1954) é um empresário brasileiro e um dos fundadores da Arezzo&Co, grupo multimarca que se iniciou com a venda de sapatos masculinos da marca Arezzo. 
Birman é pai do atual CEO da Arezzo&Co, Alexandre Birman. Atualmente, a companhia engloba 14 marcas: Arezzo, Anacapri, Schutz, Alexandre Birman, Alme, Brizza, Carol Bassi, Reserva, Oficina, Simples, BAW, Vicenza, Paris Texas, TROC.
Em 2023, Birman lançou sua autobiografia "A cada passo", desenvolvido com curadoria de Giovanni Bianco e escrita por Ariane Abdalah.